# Brodtkorbit
Brodtkorbit ist ein sehr selten vorkommendes Mineral aus der Mineralklasse der Sulfide und Sulfosalze. Es kristallisiert im monoklinen Kristallsystem mit der chemischen Zusammensetzung Cu2HgSe2 und bildet einzelne, bis zu 100 μm große Körner oder Aggregate von dunkelgrauer Farbe.

## Etymologie und Geschichte
Das Mineral wurde 2002 von Werner H. Paar, Dan Topa, Andrew C. Roberts, Alan J. Criddle, Gerhard Amann und Ricardo J. Sureda in Probenmaterial aus der Tumiñico Mine in der Sierra de Cacho in der argentinischen Provinz La Rioja gefunden. Sie benannten es nach der argentinischen Mineralogie-Professorin Milka Kronegold de Brodtkorb.

## Klassifikation
Brodtkorbit wird in der Systematik nach Strunz zu den Sulfiden und Sulfosalzen, die ein Verhältnis von Metall zu Schwefel, Selen oder Tellur von größer 1:1 besitzen, gezählt. In der 9. Auflage der Systematik wird zusätzlich nach den Kationen unterschieden, hier wird Brodtkorbit als Sulfid mit einem Verhältnis von Metall zu Schwefel von größer 1:1 und enthaltenem Quecksilber oder Thallium klassifiziert. Es bildet dabei eine eigene Gruppe. In der 8. Auflage umfasst die Gruppe um Brodtkorbit neben diesem Mineral noch Eukairit, Henryit, Imiterit, Jalpait, Mckinstryit, Selenojalpait und Stromeyerit. 
Nach der Systematik nach Dana bildet Brodtkorbit mit Imiterit eine Untergruppe der Sulfide, Selenide und Telluride mit der Zusammensetzung AmBnXp und dem Verhältnis von (m+n) zu p von 3:2.

## Bildung und Fundorte
Brodtkorbit bildet sich selten unter hydrothermalen Bedingungen bei Temperaturen unter 112 °C in polymetallischen, selenreichen Lagerstätten in Calcitadern. Es ist vergesellschaftet mit Berzelianit, Tiemannit, Umangit, Clausthalit, Eukairit, Naumannit, Hämatit und Calcit. 
Es ist bislang nur ein Fundort (Stand September 2010), die Typlokalität in Argentinien, bekannt.

## Kristallstruktur
Brodtkorbit kristallisiert im monoklinen Kristallsystem in der Raumgruppe P21/n (Raumgruppen-Nr. 14, Stellung 2) mit den Gitterparametern a = 7,492 Å, b = 4,177 Å, c = 7,239 Å und β = 114,29 ° sowie zwei Formeleinheiten pro Elementarzelle.